# Docks Vauban
Le centre commercial et de loisirs Docks Vauban est situé au Havre en Seine-Maritime. Il se trouve entre le bassin Vauban et le bassin Vatine, à l’entrée du centre-ville. Commencée en 1846, la construction des docks-entrepôts s'est étalée sur plusieurs années jusqu'en 1884. Ces premiers docks de France étaient utilisés pour entreposer les marchandises en transit comme le coton, le café et les épices. Ils ont survécu aux bombardements de la Seconde Guerre mondiale. Les bâtiments ont été réhabilités et transformés par le cabinet d'architecture Reichen et Robert. Ils sont en briques, ardoises et verre de couverture. Ils accueillent des boutiques, restaurants, cafés et des salles de cinéma.
En 2021, Wereldhave revend le centre à Lighthouse capital limited.